# Dimije
Dimije (tudi turške hlače, šalvare) so zelo široke, do gležnjev segajoče ženske hlače, ki so jih sprva nosile muslimanke, predvsem Turkinje. V gležnju so nagubane in stisnjene s trakom. V Evropi so postale priljubljene, ko jih je na začetku 20. stoletja predstavil Ballets Russes. Takrat so jih nosile ženske kot večerno obleko, vrh priljubljenosti pa so dosegle v 30. letih 20. stoletja.